# Cassarate (fiume)
Il Cassarate è un fiume svizzero di modesta portata che scorre nel Canton Ticino, più precisamente nel distretto di Lugano.
La sua sorgente si trova in Val Colla, sul monte Gazzirola, poco distante dal confine di stato con la Provincia di Como.

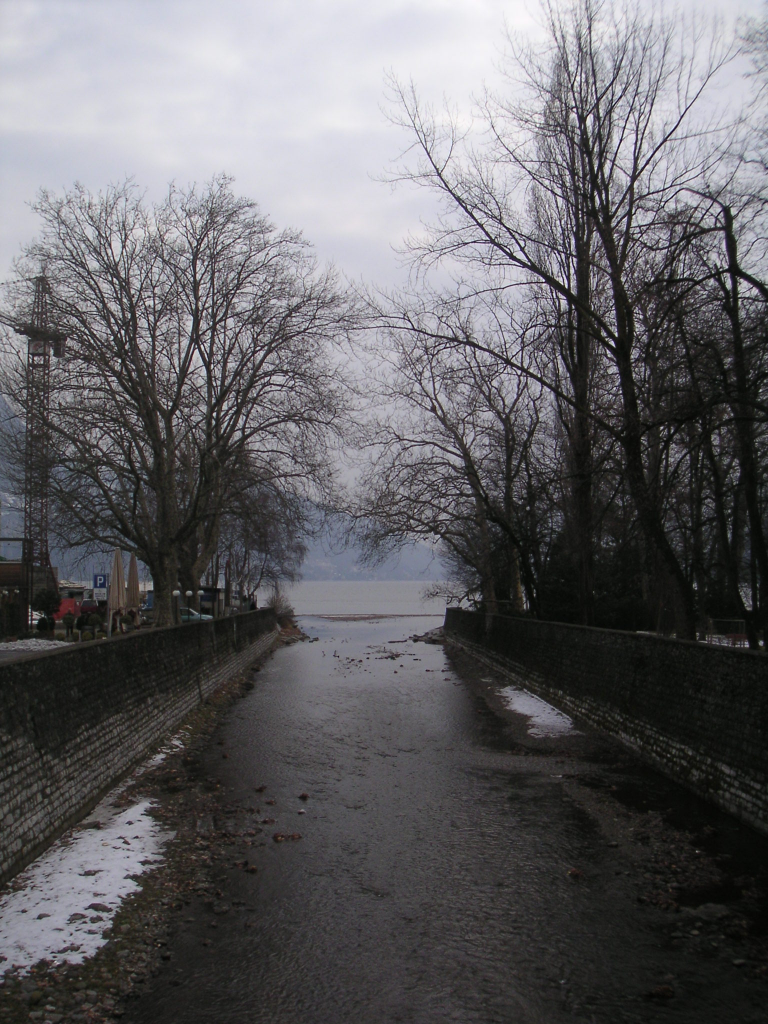
La foce nel lago di Lugano

Il fiume sfocia a pochi passi dal centro della città di Lugano, sulla costa settentrionale del lago omonimo (o Ceresio), presso il Lido di Lugano.
Lungo il suo percorso bagna i territori dei comuni di Capriasca, Canobbio e Lugano, in taluni casi segnando i confini tra queste località.
L'attuale bacino (che è limitato da canalizzazioni) ha una lunghezza di 18,3 km con una pendenza media del 7%.
Ha molti affluenti, tra i quali il torrente Capriasca, il torrente di Dino, il torrente Vinago, il torrente Cassone e il Riale di Viganello.
In zona "Piano della Stampa" (comune di Lugano) l'Azienda Elettrica Massagno (AEM) ha in esercizio una centrale elettrica, il cui bacino di raccolta si trova sul confine territoriale tra il quartiere luganese di Sonvico e Curtina. 
Nel suo scorrere incontra diversi ruderi di mulini azionati, nel corso degli anni, dalla potenza idrica del fiume.
A partire dal 1995, alla foce del fiume, sono in corso tutta una serie di opere di miglioria e di riqualifica ambientale.
Nell'agosto del 2005 la foce del fiume è stata teatro di una protesta ambientalista portata avanti dai giovani del Centro sociale il Molino che hanno rivendicato l'accessibilità alla riva del Lago.
Nel dicembre 2010 il Consiglio comunale di Lugano ha votato a maggioranza (33 favorevoli, 17 contrari e 3 astenuti) una parte del progetto di riqualifica ambientale sopra citato che rinaturalizza gli ultimi 200 metri di fiume, alla foce. Contro tale decisione è sorto un comitato interpartitico a difesa del parco cittadino. È anche stato costituito un comitato a favore del progetto. 
La votazione si è tenuta il 5 giugno 2011 ed ha decretato la vittoria dei favorevoli alla riqualifica con una differenza di 106 voti. I "SI" sono stati 4'886 ed i "NO" 4'780. La partecipazione è stata del 32,6%.